# دیوید لاسکم
دیوید ادوارد لاسکم (متولد ژوئیه ۱۹۳۸) استاد برجسته تاریخ قرون وسطی در دانشگاه شفیلد است. وی در سال ۱۹۸۶ به عنوان عضو آکادمی انگلیس انتخاب شد. وی همچنین یکی از اعضای انجمن تاریخی سلطنتی و انجمن آثار باستانی لندن است. وی سردبیر مشترک جلد چهار کتاب تاریخ جدید قرون وسطی کمبریج است.

## افتخارات
در سال ۲۰۱۴، به دلیل کتاب مجموعه نامه‌های پیتر ابلارد و هلوئیز مدال آکادمی انگلیس را دریافت کرد.

## آثار منتخب
- اندیشه قرون وسطایی. انتشارات دانشگاه آکسفورد، آکسفورد، ۱۹۹۷.
- تاریخ جدید قرون وسطی کمبریج، دوره ۴، c.1024 – c.1198. انتشارات دانشگاه کمبریج، کمبریج، ۲۰۰۴. (ویراستار با جاناتان رایلی اسمیت)
- مکتب پیتر ابلارد . انتشارات دانشگاه کمبریج، کمبریج، ۲۰۰۸.
- یک انجمن صومعه ای در جامعه محلی انتشارات دانشگاه کمبریج، کمبریج، ۲۰۱۲. (ویرایشگر با دیوید هی و لیزا لیدی)